# Autogol
En el fútbol, un autogol, gol en contra, gol en propia meta o gol en propia puerta es un gol en el que un jugador introduce la pelota en la portería de su propio equipo, ya sea voluntaria o accidentalmente. Este gol se acredita al equipo contrario como un tanto a su favor y el gol se le acredita al jugador que hace el tiro.  
El autogol generalmente ocurre debido a errores de la defensa al tratar de despejar tiros hacia el arco por parte del equipo atacante. En general, el gol es atribuido al jugador del equipo que se interpuso en la jugada y provocó la anotación. En caso de que el jugador del equipo defensor interfiriese la trayectoria del balón de manera accidental y que no altere el curso de la jugada (por ejemplo, al rozar o rebotar), es atribuido al último jugador atacante en tocar el balón, debido a que el remate habría terminado en gol sin importar la intervención del defensor. 
Si el portero es el último en tocar el balón, generalmente se interpreta como un intento de parada y no como autogol, a menos que este haya sido un caso especial producto de un error o por voluntad del portero. Un ejemplo es lo que ocurre cuando el balón rebota en uno de los postes y da en el cuerpo del guardameta, para finalmente entrar. Esta jugada normalmente se considera como autogol.
El autogol más antiguo registrado se remonta al anotado por Gershom Cox del Aston Villa F.C. en 1888 en un partido contra el Wolverhampton Wanderers F.C. Uno de los más recordados es el que anotó el defensa colombiano Andrés Escobar durante el partido que sostuvo su selección contra la de los Estados Unidos, jugado el 22 de junio de 1994, en el marco de la Copa Mundial de Fútbol de aquel año. Al regresar a su país, fue asesinado por hinchas encolerizados.
El autogol más rápido en la historia de los mundiales se produjo en el de Brasil 2014, hecho por Sead Kolašinac en el partido Argentina vs Bosnia y Herzegovina, a solo dos minutos y nueve segundos de iniciado el encuentro, superando al convertido por el paraguayo Carlos Gamarra a los tres minutos, en 2006.